# Amalryk z Valenciennes
Amalryk z Valenciennes (fr. Amaury de Valenciennes; zm. po 12 lutego 973 roku) – margrbia Valenciennes (Hainaut) od 964 do 973 roku.
Gotfryd I z Hainaut, który w 958 odebrał Hainaut Reginarowi III, umierając w 964 roku podzielił swą domenę na dwie części. Amalryk objął Valenciennes, natomiast Mons przypadło Richarowi (Ryszardowi). Faktyczną władzę mógł tam jednak uzyskać nawet ok. 956-958 roku. Amalryk musiał odpierać ataki Reginara IV i Lamberta, synów Reginara III, którzy nie poddali się w walce o odzyskanie ojcowizny. Ostatni raz wspominany jest w źródłach 12 lutego 973 roku, gdy wraz z cesarzem Ottonem I wspiera monaster w Crespin. Musiał umrzeć niedługo po tej dacie, gdyż w 973 roku jeszcze dwie inne osoby (Warin (Garnier) i Reginar IV) zostały hrabiami Valenciennes.
Przed 953 poślubił córkę (najprawdopodobniej) Izaaka z Cambrai, jednak między 953 a 956 małżeństwo anulował biskup Fulbert z Cambrai w związku z ich zbyt bliskim pokrewieństwem.